# Andreu Veà Baró

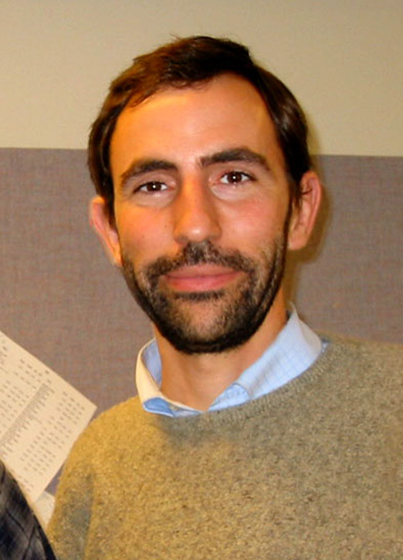
Andreu Veà-Baró

Andreu Veà Baró (Sant Feliu de Guíxols, 6 de abril de 1969) é um engenheiro cofundador e presidente da Internet Society (ISOC-es). É um dos fundadores da WiWiW (Who is Who in the Internet World), nos Estados Unidos da América
Por todas as suas atividades, em 2017 ele foi premiado com o "Prêmio Nacional de Trajetória Pessoal na Internet", convocado e reprovado pelo Internet Day Impulse Committee, composto por mais de 60 organizações sociais espanholas lideradas pela Associação de Usuários da Internet. O prêmio é dado pelo Presidente do Senado de Espanha durante o Dia Mundial da Internet (17 de maio), no Palácio do Senado espanhol.